# 游戏的人
《游戏的人》（Homo Ludens）是荷兰学者约翰·赫伊津哈在1938年写的一本著作，它讨论了在文化和社会中游戏所起的重要作用。Homo Ludens，翻成中文為：人，遊戲者，或簡單稱作「遊戲人」，形式就像我們比較熟悉的 Homo sapien (智人)，是對「人」這種「生物」或「生活型態」做的概念化描繪。 Homo ludens 同時也是一個社會科學的理論模型，在此理論模型中闡明，一如在經濟活動中，人們最主要透過遊戲發展其技能。由於在遊戲中有被規範的行動自由並要求獨立思考能力，人類可以發現自己的特點並將從中所得到的經驗轉化入自己的人格塑造中。在此模型中指出，人類需要遊戲來做為一種發展觀念及意義的基本形式。作者在书中认为游戏同理性和制造同等重要。
此概念最早係藉由本書在近代為人們所普遍接受，在其中指出了，我們的文化系統，諸如政治，科學，宗教，法律等，都是由帶有遊戲性的行為發展，再隨著時間加深其儀式化而成。當遊戲變得神聖莊重，且其規則被明確定下來後，就不再輕易受到更動，且開始具有強制性了。

## 發行
- Huizinga, Johan (1938). Homo Ludens: Proeve Ener Bepaling Van Het Spelelement Der Cultuur. 格羅寧根：Wolters-Noordhoff cop. 1985. (原始荷文版)
- Huizinga, J. (1949). Homo Ludens: A Study of the Play-Element in Culture. 倫敦：Routledge & Kegan Paul. (英文版)
- Huizinga, Johan (1955). Homo ludens; a study of the play-element in culture. 波士頓：Beacon Press. ISBN 978-0807046814. (英文版)
- 約翰·赫伊津哈 (1997). 《游戏的人：關於文化的遊戲成份研究》，杭州市：中国美术学院出版社，1997年， ISBN 7-81019-529-8 (簡體中文版)
- 約翰·赫伊津哈 (2007). 《游戏的人：文化中遊戲成分的研究》，廣州市：花城出版社， ISBN 978-7536050686 (簡體中文版)
- 約翰·胡伊青加 (2013). 《遊戲人：對文化中遊戲因素的研究》，新北市：康德出版社， ISBN 978-986-84102-4-4 (繁體中文版)

## 外部連結
- J. HUIZINGA, Homo Ludens (1949年版) （页面存档备份，存于）; Routledge & Kegan Paul Ltd